# مایکل گریدی
مایکل گریدی (انگلیسی: Michael Grady؛ زادهٔ ۲۲ اکتبر ۱۹۹۶) قایقران روئینگ اهل ایالات متحده آمریکا است.
وی در مسابقات کشوری و بین‌المللی در مجموع برندهٔ ۱ مدال طلا، ۱ مدال نقره شده است.